# Burkholderia mallei
Burkholderia mallei es un bacilo y a veces cocobacilo Gram negativo aerobio no móvil de la familia Burkholderiaceae. Es el agente causal de la enfermedad llamada muermo. Miden 1.5–3 μm de largo y 0.5–1μm en diámetro con extremos redondeados.

## Tratamiento
El organismo es susceptible a numerosos desinfectantes: cloruro de benzalconio, iodo, cloruro de mercurio, permanganato de potasio, 1% hipoclorito de sodio y etanol. El microorganismo puede ser destruido también con calor y rayos ultravioleta. Ciertos antibióticos tales como estreptomicina, amikacina, tetraciclina, doxiciclina y sulfadiacina 100 mg/kg/día oral tres semanas, son efectivos frente la bacteria.

## Comentarios
Puede requerirse drenaje quirúrgico de las lesiones supuradas. B. mallei tiene una historia de asociación como agente de armas biológicas.
- Datos: Q134434
- Multimedia: Burkholderia mallei / Q134434
- Especies: Burkholderia mallei